# Gladys Bamane
Gladys Samuelsson, (fd Bamane) född 20 september 1989, är en svensk friidrottare (kortdistanslöpning) tävlande för Spårvägens FK. Hon vann SM-guld på 200 meter 2016, men har även vunnit ett antal SM-guld utomhus och inomhus i stafett.

## Personliga rekord
| Utomhus - 100 meter: 11,65 (Sollentuna, Sverige 3 juni 2016) - 100 meter: 11,63 (medvind) (Skara, Sverige 19 juni 2016) - 200 meter: 24,10 (Söderhamn, Sverige 9 augusti 2015) | Inomhus - 60 meter: 7,42 (Växjö, Sverige 25 februari 2017) - 200 meter: 23,52 (Växjö, Sverige 26 februari 2017) |